# Pyrrhula erythrocephala

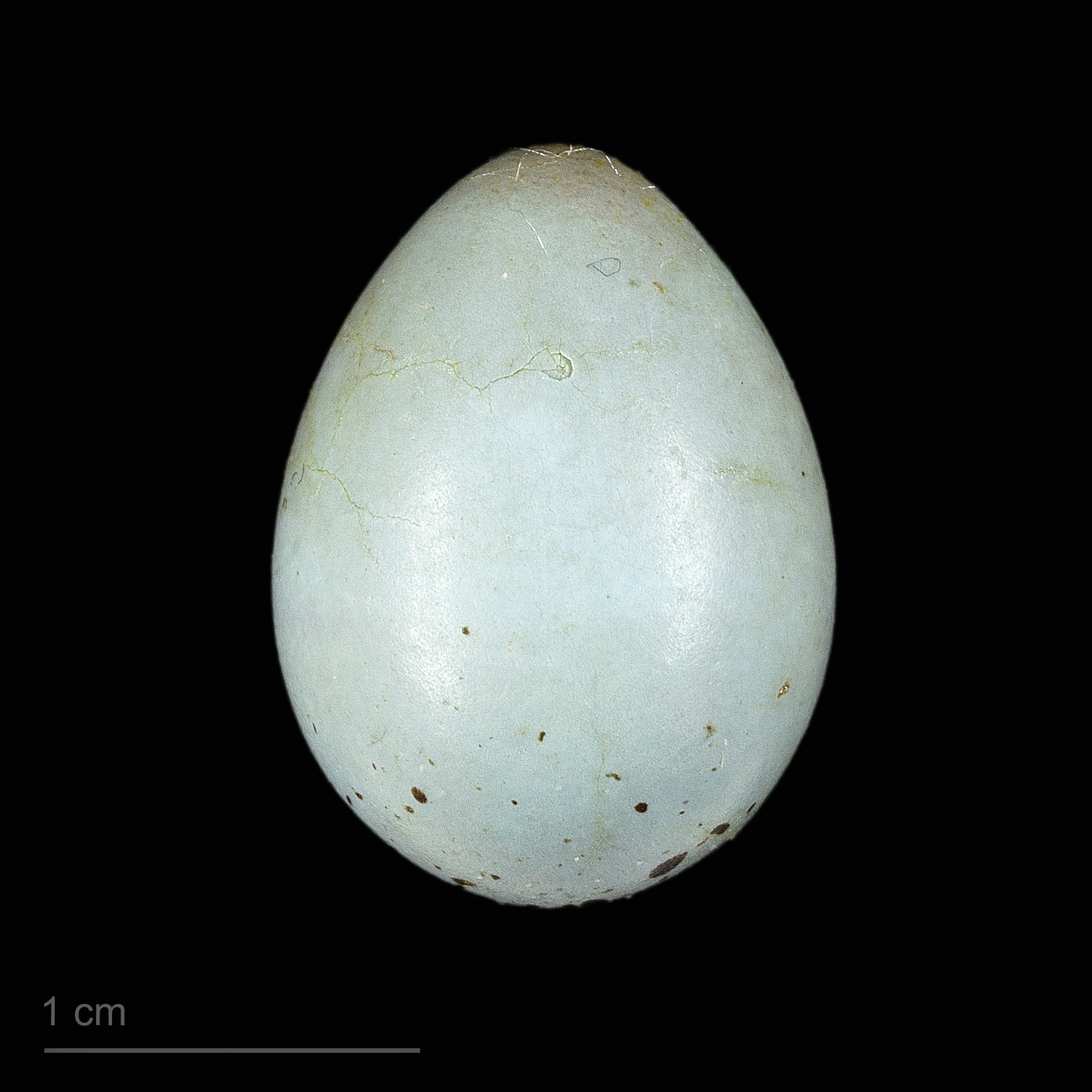
Pyrrhula erythrocephala

Pyrrhula erythrocephala là một loài chim trong họ Fringillidae.